# 斯氏犁齒䲁
斯氏犁齒䲁（學名：Entomacrodus strasburgi），又稱斯氏間頸鬚䲁，為輻鰭魚綱鳚形目䲁科犁齒䲁屬的一種，分布於中太平洋東部夏威夷群島海域，深度0至1公尺，本魚體延長形，稍側扁，似圓柱狀，頭鈍短，頭頂無冠膜，頸部無葉片狀皮瓣，僅有一低皮褶，鼻鬚掌狀分支，眼上有觸鬚，上唇邊緣內側光滑，背鰭與尾柄相連，體長可達4公分，棲息於潮間帶湧浪區，當遇到危險時會以一前一後的跳躍方式在潮池間移動，雌魚產附著性卵，雄魚有護卵行為，幼魚為浮游性，生活習性不明。